# 베커넘 (영국 의회 선거구)
베커넘 (Beckenham, /ˈbɛkənəm/)은 그레이터런던 브롬리구에 위치한 영국 의회의 옛 선거구이다. 2010년부터 2024년까지 보수당의 밥 스튜어트가 지역구 의원을 맡았다.
2023년 웨스트민스터 선거구 정기심의 결과 2024년 영국 총선부터 폐지 대상으로 지정되어 베커넘 펜지 지역구로 통합되었다.

## 지역구 정보
베커넘 선거구는 런던 내에서도 부유층과 중산층이 거주하는 교외 지역에 해당된다. 2012년 관보에서는 베커넘 지역구에 대해 다음과 같이 소개했다.
"길거리의 건물들은 모던한 것부터 튜더 왕조 대에 이르기까지 다양한 양식을 띄고 있다. 그러나 대다수의 주민들은 부유한 도시통근자이다. 현지인들이 많이 모이는 명소는 케스턴커먼과 케스턴폰즈이며... 대지가 넓고 100만 파운드가 넘는 것이 일반적인 대형 단독주택인 것이 공통적인 분위기랄 수 있다. 브롬리커먼 인근의 터핑턴 레인에 있는 1침실 개조아파트나 비클리 경계 인근의 홈즈데일 로드에 있는 현대식 구역의 1침실 아파트는 그 가격이 약 16만 파운드에 이른다."

선거구 내 주요 지역으로는 남쪽의 헤이즈 (Hayes)와 키스턴 (Keston) 주변의 개방지를 꼽을 수 있다. 지역구의 이름이 된 베커넘 동네는 상류층이 거주하는 지역으로, 이 선거구와 서쪽의 루이셤웨스트 펜지 선거구로 반반 나뉘어 있다.
1950년 지역구 신설 이래 모든 동네가 보수당 텃밭이며 그 득표율은 60%~70%에 달한다. 노동당이 전국 여론조사에서 선두를 달린 선거에서도 베커넘 지역구는 항상 보수당이 차지했다. 노동당이 가장 선전했던 선거는 초압승을 기록했던 1997년 총선으로, 당시 두 당간의 최소 득표율 격차는 9.3%였다. 다음 선거인 2001년 총선에서도 노동당이 그나마 선전하였으며, 두 선거를 제외한 역대 모든 선거에서는 보수당의 과반초과 득표율이 15% 이상을 기록하였다.
2010년 총선에서 관할 워드의 개수가 10개에서 6개로 축소되면서 보수당에게 더욱 유리해졌다. 지역구에서 빠진 워드 4곳 중 3곳은 펜지 일대로, 브롬리구에서 가장 노동당 지지세가 강했고, 1곳은 보수당 지지세가 더한 교외 지역이기 때문이었다.
보수당이 줄곧 석권한 지역구라는 점에서 자연스레 득표율 2위 정당에 대한 관심이 모아지는데, 1983년 총선부터 노동당과 자유민주당 사이에서 치열한 경쟁이 벌어지고 있다. 인접 지역구 가운데서도 오핑턴보다는 노동당 지지세가 강하고, 크로이던센트럴보다는 자민당의 지지세가 강한 탓이다.

## 역사

2010년 총선 이래 지금의 지역구 경계

1950년 총선에서 신설된 이래 보수당 의원만 당선되는 지역구이다.
보수당이 지역구 상실의 위기를 겪었던 선거는 1997년 11월 베커넘 재보궐선거로, 당시 토니 블레어 총리가 이끄는 노동당 정권이 막 출범한 허니문 기간으로서 인기가 절정에 달했고, 보궐선거 자체도 기존 지역구 의원이던 피어스 머천트가 섹스 스캔들로 사퇴하면서 치러졌기 때문이다. 하지만 선거 결과는 1,000표차 초접전으로 보수당이 승리하게 되었다. 그해 5월 총선에서 헤이스팅스 지역구 보수당 후보로 나섰던 재키 레이트가 당선되었다.
1957년부터 1992년까지 지역구 의원을 지낸 보수당의 필립 굿하트 경이 유명하다. 1979년 총선 직후 총리직에 오른 마거릿 대처가 중도우파 내지는 '무른 보수당원'으로 찍어내면서, 내각 내 하급 장관을 이어나가던 정치 경력에 끝을 맞이하였다. 굿하트 의원은 보수당 의원들의 1922년 위원회 활동에 관한 저서를 낸 것으로 알려져 있으며, 그의 형제 찰스는 LSE의 경제학 교수이자 영란은행의 통화 정책 위원회에서 한동안 활동했던 인물로도 유명하다.

## 관할 구역

1955년~1974년 그레이터런던 편입 전 켄트주 내에서의 지역구 경계

베커넘 선거구는 브롬리구 북서부에 해당되는 선거구이다. 구의회 워드 경계는 2002년 지방선거부터 개편되었으나, 2005년 총선까지는 하원 선거구에 영향을 미치지 않았다.
- 1950년~1974년: 베커넘 시자치구, 펜지 도시지구.

- 1974년~1983년: 런던 브롬리구의 애널리, 클락하우스, 코퍼스코프, 이든파크, 로리파크 켄트하우스, 메이너하우스, 펜지, 쇼틀랜즈[3]

- 1983년~1997년: 런던 브롬리구의 애널리, 클락하우스, 코퍼스코프, 이든파크, 켈시파크, 로리파크, 펜지, 쇼틀랜즈

- 1997년~2010년: 런던 브롬리구의 애널리, 클락하우스, 코퍼스코프, 이든파크, 켈시파크, 로리파크 켄트하우스, 펜지, 쇼틀랜즈, 웨스트위컴노스, 웨스트위컴사우스

- 2010년~2024년: 런던 브롬리구의 브롬리커먼, 키스턴, 코퍼스코프, 헤이스 코니홀, 케슬리 이든파크, 쇼틀랜즈, 웨스트위컴

1983년 관할 워드 개편 당시 명칭이 바뀌었을 뿐 경계는 거의 동일했다. 또 행정구역상의 변동을 감안하면 1950년과 1997년 개편 당시의 관할경계도 정확히 일치한다.
2010년 영국 총선을 앞두고 잉글랜드 구획위원회는 런던 남부의 지역구 검토를 진행하면서 베커넘의 관할워드를 개편하였다. 클락하우스, 크리스탈팰리스, 펜지, 케이터는 루이셤웨스트 펜지라는 신설 지역구 관할로 넘어갔다. 그 대신 브롬리 치즐허스트에 속해 있던 브롬리커먼, 키스턴, 헤이스, 코니홀, 쇼틀랜즈 일부를 넘겨받았다. 오핑턴에서는 브롬리커먼과 키스턴 일부를 넘겨받았고, 브롬리타운 워드의 일부분을 브롬리 치즐허스트 지역구 관할로 조정하였다.
2023년 웨스트민스터 선거구 정기심의에서 잉글랜드 구획위원회는 동부 일대 지역에 해당되는 브롬리커먼과 케스턴, 헤이즈, 코니홀 워드를 신설 지역구인 브롬리 비긴힐로 이전하고, 나머지 관할구역은 현행 선거구와의 구분을 위해, 과거 선거구였던 루이셤웨스트 펜지에서 '펜지'를 따와 베커넘 펜지로 명명하기로 결정하였다.

## 역대 국회의원
| 선거 | 선거          | 의원            | 정당   |
| ---- | ------------- | --------------- | ------ |
|      | 1950년        | 패트릭 뷰컨헵번 | 보수당 |
|      | 1957년 재보궐 | 필립 굿하트     | 보수당 |
|      | 1992년        | 피어스 머천트   | 보수당 |
|      | 1997년 재보궐 | 자키 레이트     | 보수당 |
|      | 2010년        | 밥 스튜어트     | 보수당 |
|      | 2023년        | 밥 스튜어트     | 무소속 |
|      | 2024년        | 밥 스튜어트     | 보수당 |

## 선거

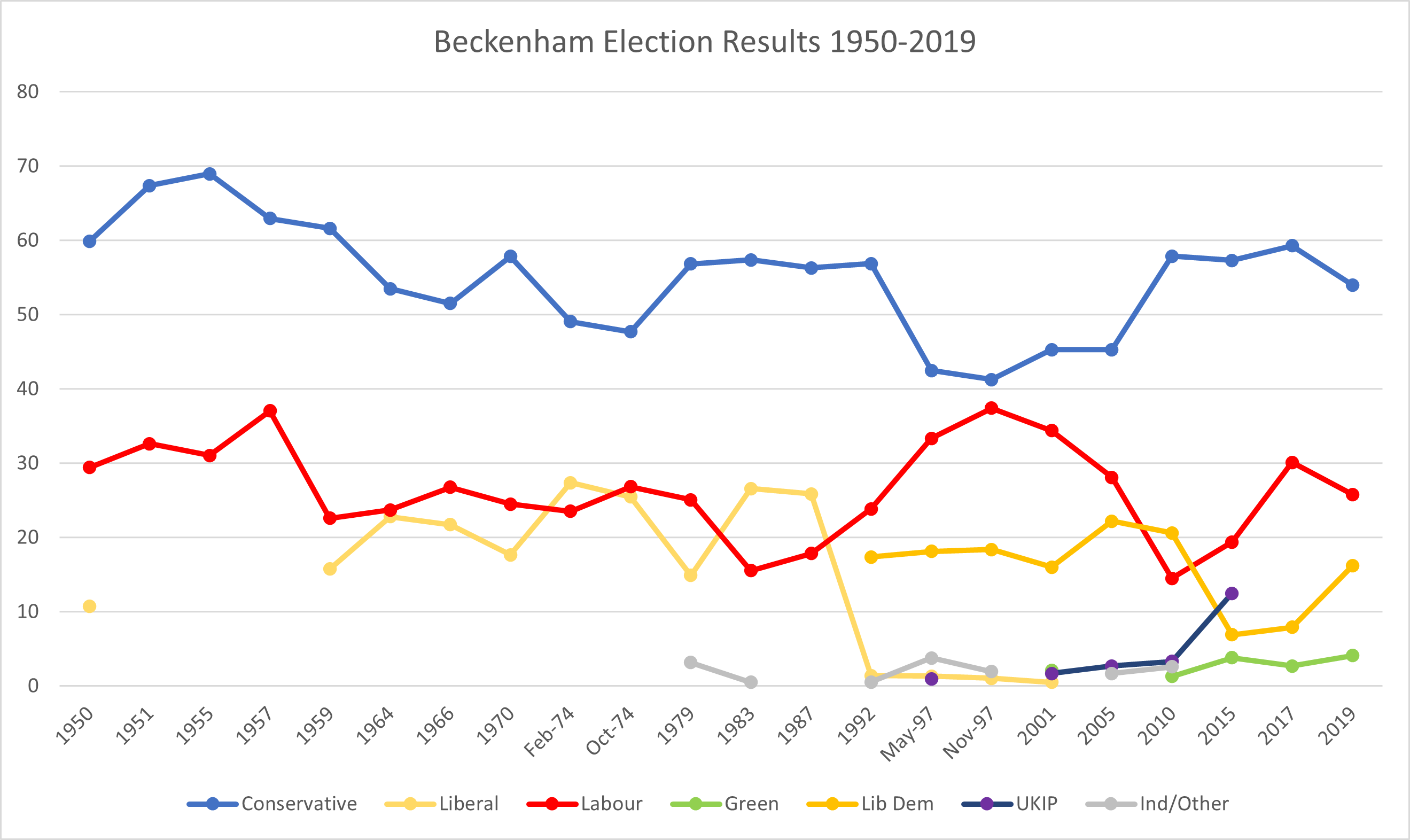
역대 선거 추이

### 2010년대
|  | 54.0% |

|  | 25.8% |

|  | 16.2% |

|  | 4.1% |

|  | 59.3% |

|  | 30.1% |

|  | 7.9% |

|  | 2.7% |

|  | 57.3% |

|  | 19.4% |

|  | 12.5% |

|  | 6.9% |

|  | 3.8% |

|  | 57.9% |

|  | 20.6% |

|  | 14.5% |

|  | 3.3% |

|  | 2.1% |

|  | 1.3% |

|  | 0.5% |

### 2000년대
|  | 45.3% |

|  | 28.1% |

|  | 22.2% |

|  | 2.7% |

|  | 1.7% |

|  | 45.3% |

|  | 34.4% |

|  | 16.0% |

|  | 2.1% |

|  | 1.7% |

|  | 0.5% |

### 1990년대
|  | 41.3% |

|  | 37.4% |

|  | 18.4% |

|  | 1.0% |

|  | 0.8% |

|  | 0.7% |

|  | 0.2% |

|  | 0.1% |

|  | 42.5% |

|  | 33.4% |

|  | 18.1% |

|  | 3.1% |

|  | 1.3% |

|  | 0.9% |

|  | 0.7% |

|  | 56.9% |

|  | 23.9% |

|  | 17.4% |

|  | 1.4% |

|  | 0.5% |

### 1980년대
|  | 56.3% |

|  | 25.9% |

|  | 17.8% |

|  | 57.4% |

|  | 26.6% |

|  | 15.5% |

|  | 0.5% |

### 1970년대
|  | 56.85% |

|  | 25.08% |

|  | 14.90% |

|  | 1.76% |

|  | 1.40% |

|  | 47.69% |

|  | 26.83% |

|  | 25.48% |

|  | 49.08% |

|  | 27.39% |

|  | 23.54% |

|  | 57.83% |

|  | 24.50% |

|  | 17.68% |

### 1960년대
|  | 51.53% |

|  | 26.75% |

|  | 21.72% |

|  | 53.48% |

|  | 23.72% |

|  | 22.80% |

### 1950년대
|  | 61.61% |

|  | 22.59% |

|  | 15.80% |

|  | 62.94% |

|  | 37.06% |

|  | 68.96% |

|  | 31.04% |

|  | 67.38% |

|  | 32.62% |

|  | 59.85% |

|  | 29.41% |

|  | 10.74% |

## 같이 보기
- 런던의 의회 선거구 목록